# The Warriors of Qiugang
The Warriors of Qiugang ist ein chinesisch-US-amerikanischer Dokumentar-Kurzfilm aus dem Jahr 2010.

## Handlung
Der Film handelt von Bewohnern und Bauern, die in der Nähe einer Chemiefabrik in Qiugang der Provinz Anhui leben. Die Fabrik verseucht die Umwelt verseucht und verpestet die Luft. Der Film begleitet die Dorfbewohner über fünf Jahre hinweg und dokumentiert, wie sie gegen die Fabrik protestieren und kämpfen. Er verfolgt dabei den Werdegang sowie die Veränderung der beteiligten Dorfbewohner.

## Auszeichnungen
Der Film wurde mit mehreren Preisen geehrt und war zudem für den Oscar in der Kategorie Bester Dokumentar-Kurzfilm nominiert.